# L'home del carrer
L'home del carrer és una cançó en català composta i escrita pel cantautor català Francesc Pi de la Serra i publicada per primera vegada, en format single, el 1964; juntament amb les cançons Jo sóc Francesc Pi de la Serra, els fariseus i sol.

## Comentari
La versió original de l'home del carrer té un ritme de vals jazzístic; seguint els corrents jazzístics francesos del moment; cercant un ambient fred, alhora nostàlgic i irònic.
En Francesc Pi de la Serra és la veu principal i la guitarra rítmica. L'acompanya el trio format per Josep Farreras (bateria), Manuel Elías (contrabaix) i sobretot el francès René Thomas que amb la seva delicada guitarra de jazz fa un constant diàleg, subtil i subterrani, que ajuda en tot moment a donar suport a la lletra, recitada pel cantant amb una personal desafectació, economia de recursos i una puresa en la dicció brillant.
L'home del carrer és una de les màximes fites de la cançó catalana dels anys seixanta. Joan Manuel Serrat i Jaume Sisa, entre d'altres, n'han fet versions.